# Арап джамия (Драма)
 Тази статия е за джамията в Драма.  За джамията в Истанбул вижте Арап джамия.  
Арап джамия (на гръцки: Αράπ τζαμί; на турски: Arap Camii) е бивш мюсюлмански храм в македонския град Драма, Гърция.
Сградата е разположена на кръстовището между улиците „Мегал Александрос“, „Константинос Палеологос“ и „Ламброс Ламбрианидис“, в края на площад „Темис“. В парка срещу джамията е Османският шадраван. В османско време това е административният център на града, в който са съдът, конакът и затворът.
Сградата често е идентифицирана погрешно с Ак Мехмед ага джамия, една от дванадесетте джамии, съществували в града в 1667 година. Идентификацията с Арап джамия се потвърждава и от бившия собственик на сградата Христос Калогиру. Според турския историк Ейверди, Арап джамия се е намирала в Дервиш Бали махала, срещу турските административни сгради. Джамията също така е наричани и Канлъ джамия (Kanli Camii), тоест Кървавата джамия, тъй като тук се е извършвал сюнетът.
Джамията е построена в 1850 – 1875 година при султан Абдул Азиз и е вакъф. След изселването на мюсюлманите от Драма при обмена на население между Гърция и Турция в 1922 година сградата е продадена на частно лице и е превърната в училище по танци. След Втората световна война в сградата е настанена Драмската консерватория. По-късно става магазин като собствеността ѝ се сменя неколкократно, като последен собственик е Христос Калогиру. В 1977 година сградата е обявена за паметник на културата и за нея се грижи 12 ефория за византийски старини в Кавала. В 2001 година сградата е откупена от общината, която планира да я превърне в културен център.
Арап джамия принадлежи към еднокуполните джамии с портик отпред. Като архитектурен тип принадлежи към третия период на османската архитектура – 1730 – 1876 година. Представлява каменна правоъгълна сграда с осемстранен купол, покрит с турски керемиди. Портикът е и преддверие на джамията и молитвено помещение, в което могат да се молят закъснелите, за които няма място вътре. Двойна врата води във вътрешността. До балкона на минарето води вътрешна вита стълба, изградена от камъни и тухли. Михрабът е на южната стена, която гледа към Мека. Вътрешната украса се състои предимно от стенописи. Стенописи има и отвън на входа. Състоянието им е лошо, като значителна част са унищожени напълно.